# کارلوس کاسلی
کارلوس کاسلی (مجاری: Carlos Caszely ؛زادهٔ ۵ ژوئیه ۱۹۵۰) بازیکن مطرح فوتبال مجارتبار اهل شیلی بود.

## باشگاهی
از باشگاه‌هایی که در آن بازی کرده‌است می‌توان به اسپانیول، کولو-کولو و باشگاه فوتبال لوانته اشاره کرد.

## تیم ملی
وی همچنین در تیم ملی فوتبال شیلی بازی کرده است.